# Superman I

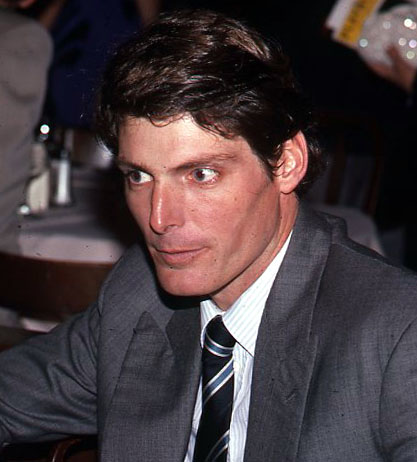
Christopher Reeve

Superman este un film științifico-fantastic din 1978 în care interpretează actorii Marlon Brando, Gene Hackman, Christopher Reeve și Margot Kidder. A fost regizat de Richard Donner.

## Distribuție
- Christopher Reeve este Superman/Clark Kent/Kal-El
- Marlon Brando este Jor-El
- Gene Hackman este Lex Luthor
- Ned Beatty este Otis
- Margot Kidder este Lois Lane
- Glenn Ford este Jonathan Kent
- Trevor Howard
- Harry Andrews
- Jack O'Halloran este Non
- Valerie Perrine este Eve Teschmacher
- Maria Schell este Vond-Ah
- Terence Stamp este generalul Zod
- Phyllis Thaxter este Martha Kent
- Susannah York este Lara Lor-Van
- Jeff East este Clark Kent tânăr
- Diane Sherry este Lana Lang
- Larry Hagman este Major
- Marc McClure este: Jimmy Olsen
- Sarah Douglas este Ursa
- Aaron Smolinski este Superman copil
- Lee Quigley este Kal-El copilul din navă